# Sinagoga din Sarajevo

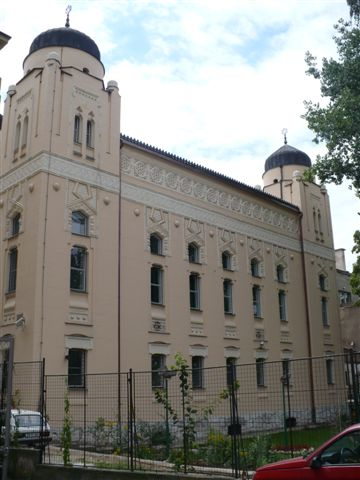
Sinagoga din Sarajevo.

Sinagoga din Sarajevo (bos. Sinagoga u Sarajevu) este un lăcaș de cult evreiesc din Sarajevo, Bosnia și Herțegovina. Edificiul a fost construit în anul 1902.